# Присадовый
Присадо́вый — посёлок в Новоалександровском районе (городском округе) Ставропольского края России.

## Географическое положение
Расстояние до краевого центра: 69 км. Расстояние до районного центра: 8 км.

## История
Образован 21 декабря 1933 года.
В соответствии с Указом Президиума Верховного Совета РСФСР от 21 сентября 1964 года посёлок Третье отделение совхоза «Расшеватский» переименован в посёлок Присадовый. Своё название он получил от расположенных вокруг садов плодосовхоза «Новоалександровский».
В 1968 году образован исполком Присадового сельсовета.
В 1980 году посёлок Присадовый состоял из 222 дворов, в которых проживало 673 человека.
До 1 мая 2017 года посёлок был административным центром упразднённого Присадового сельсовета».

## Население
| 1989 | 2002 | 2010 | 2014 | 2023 |
| ---- | ---- | ---- | ---- | ---- |
| 606  | ↗857 | ↗868 | ↗900 | ↘771 |

По данным переписи 2002 года, 94 % населения — русские.

## Инфраструктура
- Централизованная клубная система[11]
- Проблема с питьевой водой[12].

## Образование
- Детский сад № 44 «Колосок». Открыт 26 октября 1972 года[13]
- Основная общеобразовательная школа № 17[14]